# عادل اليماني
عادل اليماني لاعب كرة قدم سعودي .
لعب سابقاً مع أندية الصقور و الطائي و الوطني .